# 중화연방
중화연방(중국어 정체자: 中華聯邦, 영어: Chinese Federation)은 코드기어스 반역의 를르슈 세계관 설정에 등장하는 가상 국가이며 작중 핵심국가로 등장하는 신성 브리타니아 제국과 사쿠라다이트를 비롯한 자원과 각종 영토에 관해 영유권 분쟁을 벌이는 국가이다. 작중 초기 단계에서 브리타니아 황제인 샤를 지 브리타니아의 연설에서 "부를 평등하게 하였기 때문에 국민들 대부분이 게으른 자가 되어있다"라는 발언으로 인해 공산주의 국가로 베일에 가려졌으나 점차 대환관과 천자가 등장하고 전통을 중요시하는 봉건주의적 성향을 농후하게 보여 중화연방은 1911년에 발생한 신해혁명을 분기점으로 청나라가 존속하고 다른 정치세력에 의해 제정이 계승되어 연방을 구성한 것으로 인식된다.
연방의 영토는 기본적으로 현대 중국의 강역과 서투르키스탄을 포함하고 남아시아와 동남아시아를 주권지역으로 정하고 있다. 북으로는 유럽 연합 소속인 러시아주(州)의 시베리아 지역과 맞닿아 있는데 특히 이 지역에 광범위한 사쿠라다이트가 매장되어 있어 영유권 분쟁이 심각한 곳이다. 때문에 대(對)브리타니아 동맹인 유럽 연합과 중화연방은 자원분쟁으로 동맹이 약화되고 말았다. 중화연방 각 지역의 구성국은 군구라는 행정구역으로 구분되는데 이는 중국인민해방군의 군구를 모티브로 삼고 있다. 그러나 연방 구성국간의 연대성은 매우 떨어지는 편인데 신성 브리타니아 제국이 서기 2010년에 일본을 침공할시 한반도를 기점으로 삼고 일본 본토에 공습을 가한 것과 인도군구의 독립문제가 자주 언급된다.
결국 중화연방은 여느 중원 왕조들과 마찬가지로 환관의 폭정으로 인해 민중봉기로 이어졌고 이는 당나라 말기와 청나라 말기에 나타난 군벌의 할거와 맞먹는 대혼란이 도래하게 되었다. 하지만 흑의 기사단과 손잡은 신쿠가 군벌들을 진압하고 있었기 때문에 아마도 영토는 어느 정도 이전 수준으로 회복한 것으로 여겨진다. 이후 민중봉기와 군벌의 할거를 진압한 이후 대환관을 숙청하고 국호를 중화합중국(中華合衆国)로 고치고, 이후 제로가 주창한 초합집국의 중추가 된다.

## 등장인물
- 장 리화
- 대환관
- 가오하이
- 리 신쿠
- 죠우 챠이린
- 홍구
- 마오

## 같이 보기
- 가상 국가
- 대체 역사